# Дуб, Джозеф Лео
Джозеф Лео Дуб (англ. Joseph Leo «Joe» Doob; 27 февраля 1910, Цинциннати, Огайо — 7 июня 2004, Эрбана, Иллинойс) — американский математик. Профессор Иллинойсского университета, член НАН США (1957) и иностранный член Французской АН (1975). Удостоен Национальной научной медали (1979), лауреат премии Лероя П. Стила (1984).
Родился в Цинциннати в еврейской семье из Тргови-Штепанова. В детстве увлёкся радиолюбительством. В 1926 году поступил в Гарвард на физика, однако затем перевёлся на математика и в 1930 году окончил университет. В 1931 году получил магистерскую степень и в том же году женился, с супругой они заведут троих детей. В 1932 году с тезисами «Boundary Values of Analytic Functions» получил докторскую степень.
С 1935 года ассоциированный профессор, с 1945 года профессор Иллинойсского университета, с перерывом на работу в Вашингтоне для нужд ВМС в 1942—1945 годах. С 1978 года в отставке. Был удостоен почётной докторской степени от Иллинойсского университета в 1981 году.
Подписал «Предупреждение человечеству» (1992).
В 1950 году президент Institute of Mathematical Statistics, в 1963—1964 годах — Американского математического общества.
Член Американской академии искусств и наук (1965).

## Сочинения
- Вероятностные процессы = Stochastic processes. / Пер. с англ. Р. Л. Добрушина и А. М. Яглома; под ред. А. М. Яглома. — М. : Изд-во иностр. лит., 1956. — 605 с.